# Всемирный фелинологический конгресс
Всемирный фелинологический конгресс (англ. World Cat Congress, сокр. WCC) — глобальная организация, объединяющая в себе ряд наибольших мировых фелинологических организаций. Он был основан для содействия лучшему взаимопониманию и сотрудничеству между основными ассоциациями кошек мира в вопросах, представляющих взаимный интерес и озабоченность.

## Задачи
Целью Конгресса является открытая и честная совместная работа в духе сотрудничества для улучшения здоровья и благополучия всех кошек. А также поощрение обмена ресурсами для продвижения интересов и обучения участников во всем мире.
Области, в которых осуществляется сотрудничество:
- Открытые шоу и выставки;
- Сотрудничество в регистрации;
- Здоровье кошек;
- Законодательство относительно кошек;
- Учебные материалы;
- Признание пород;
- Сотрудничество по датам шоу и выставок.

## История
В 1994 году организация ANFI, итальянский член FIFe, организовала крупное мероприятие под названием «Кошки и Человек» (англ. «Cats and Man»). Это событие проходило в Венеции (Италия) в июне того же года. Частью этой встречи стал Симпозиум, который представили члены Academia dei Gatti Magici — группа выдающихся ученых, художников, писателей и ученых, разделяющих общее восхищение и любовь к кошкам.
После лекций Симпозиума состоялась дискуссия между аудиторией и докладчиками, в ходе которой все присутствующие согласились, что такой симпозиум должен стать ежегодным. В другом же отделении прошла международная выставка кошек, в которой участвовало более 250 животных, в том числе несколько чемпионов мира FIFe. Для кошек из Венеции была отведена специальная секция клеток, оформленная как венецианские дворцы.
История берет начало, когда на следующий день президенты крупнейших кошачьих организаций впервые сели за один стол, чтобы обсудить общие проблемы, с которыми сталкивается сообщество кошек. Были представлены четыре из пяти основных организаций:
- Джорджа Морган (англ. Georgia Morgan), президент TICA, не смогла присутствовать;
- Альва Уддин (англ. Alva Uddin), президент FIFe;
- Дон Уильямс (англ. Don Williams), президент CFA;
- Бренда Вольстенхолм (англ. Brenda Wolstenholm) Председатель Управляющего Советом GCCF;
- Аннелиз Хакманн (англ. Anneliese Hackmann), Президент WCF.

Несмотря на свои технические или политические разногласия, участники этой первой встречи осознали важность международного сотрудничества и признали свою общую заинтересованность в кошках и их благополучии. Было решено организовать регулярные встречи президентов ассоциаций для изучения и поиска решений проблем, представляющих общий интерес.
За эти два дня в Венеции были посеяны семена новой эры сотрудничества в мире кошек.
В 1999 году был принят Устав конгресса, а в 2001 году была утверждена её Конституция.

## Участники
В состав Конгресса входят следующие представители крупнейших мировых фелинологических организаций (9 участников по состоянию на 2021 год).
- Международная Ассоциация Кошек (The International Cat Association — TICA);
- Всемирная Федерация Кошек (The World Cat Federation — WCF);
- Ассоциация Любителей Кошек (The Cat Fanciers’ Association — CFA);
- Международная Федерация Кошек (Fédération Internationale Féline — FIFe);
- Федерация Кошек Австралии (The Australian Cat Federation — ACF);
- Координационный Совет по Кошкам Австралии (Co-Ordinating Cat Council of Australia — CCCA);
- Управляющий Совет Любителей Кошек (Governing Council of the Cat Fancy — GCCF);
- Новозеландский Совет Любителей Кошек (The New Zealand Cat Fancy — NZCF);
- Южноафриканский Совет по Кошкам (The Southern African Cat Council — SACC).